# Orchigymnadenia reserata
Orchigymnadenia reserata là một loài thực vật có hoa trong họ Lan. Loài này được (Pau) Soó mô tả khoa học đầu tiên năm 1935.